# Hering (Bauteil)

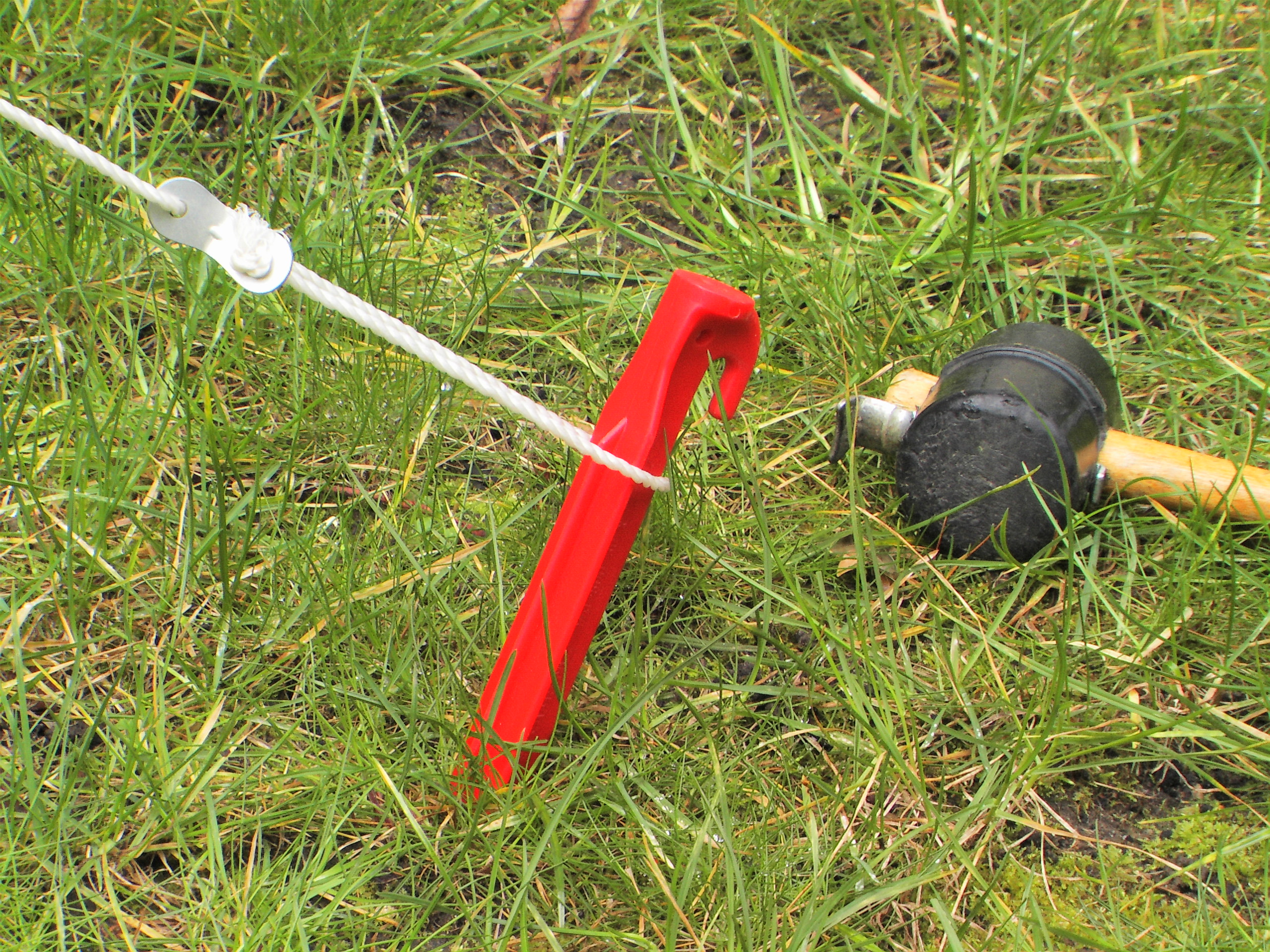
Ein roter Kunststoff-Hering, halb im Boden versenkt

Hering, in Teilen Deutschlands, Österreichs und der Schweiz auch als Häring oder Haring bekannt, nennt man den Verankerungsstift bei Zelten. Die alternativen Namen sind Zelt-, Leinen-, Seil- oder Spannnagel und bezeichnen korrekterweise einfache Zeltnägel. In einigen Gegenden Norddeutschlands ist auch die Bezeichnung Aal gebräuchlich. 
Heringe werden auch bei Planen, Windabweisern, Masten, Leinen, Netzen und vielen anderen Dingen eingesetzt, die mittels Spannseilen und Seilverspannungen an einem Platz und in einer Position am Grund festgehalten werden müssen. In aller Regel handelt es sich dabei um mobile Einrichtungen, wie eben Zelte, die nur eine kurze Zeit am jeweiligen Ort verbleiben.
Zum Einschlagen von Heringen werden unter anderem Gummihämmer verwendet, damit sich am Hering durch die Hammerschläge keine Grate bilden.

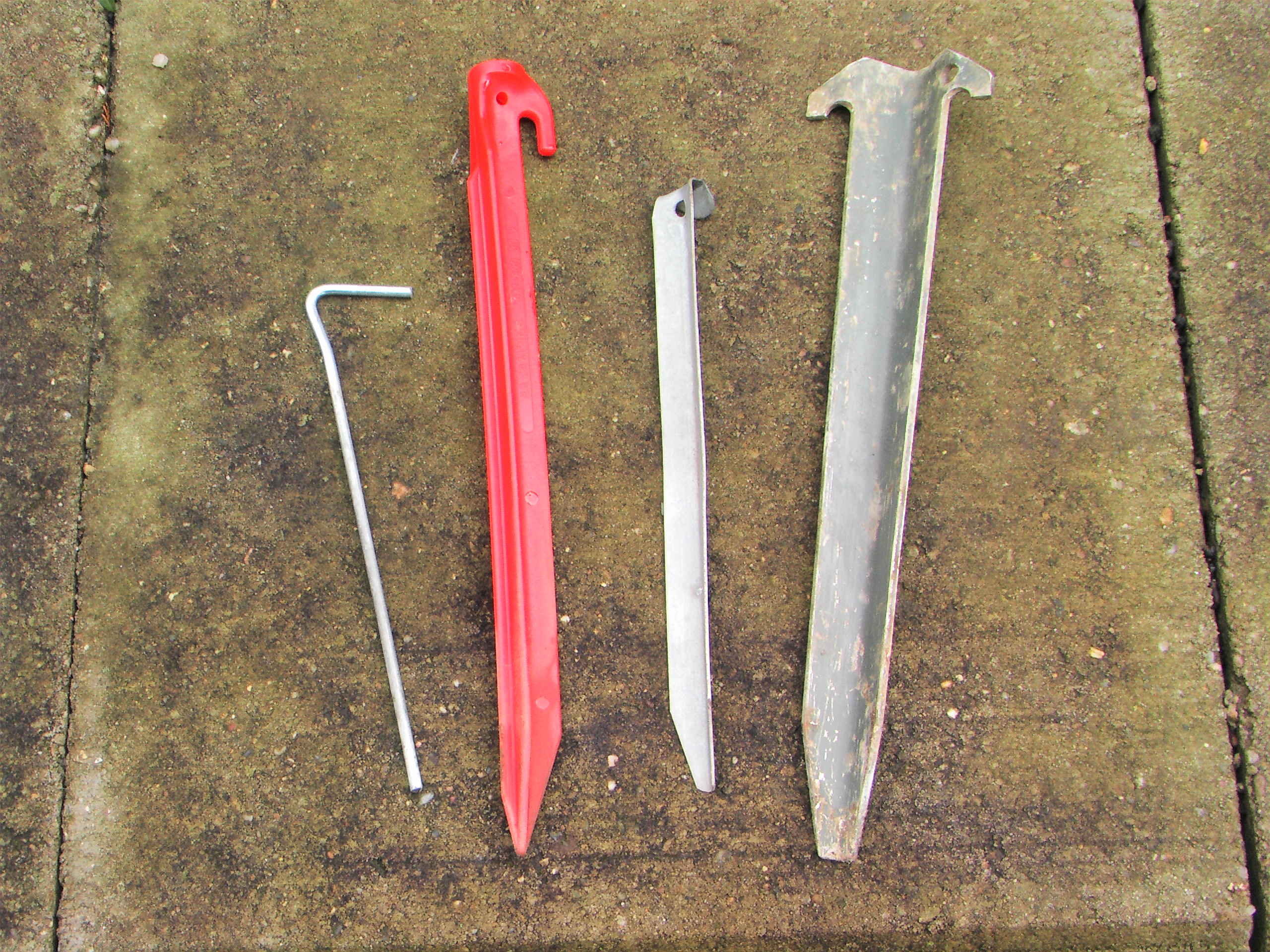
Ein Zeltnagel (links) und drei Heringe

Heringe bestehen im Gegensatz zum Zeltnagel aus einem länglichen, unten spitz zulaufenden Blech. Dieses ist der Stabilität wegen der Länge nach gefalzt oder winkelförmig gegossen. Dadurch können sie sich nicht frei drehen. Somit besteht nicht die Gefahr, dass die Leine vom Hering rutscht, wie es bei dem aus einem runden Stahlstift gefertigten Erdnagel der Fall ist. Durch die höhere Knicksteifigkeit kann der Hering sich beim Einschlagen nicht so leicht wie ein Erdnagel verbiegen. Der Hering kann aufgrund seiner Flächen mehr Querkräfte auf das Erdreich übertragen als ein runder Nagel. Auch die Verankerungsfläche des Herings ist größer als die des Nagels, sodass er auch höhere axiale Kräfte aufnehmen kann (er lässt sich nicht so leicht herausziehen)
Aus Holz, Kunststoff, Aluminium, Stahl oder Speziallegierungen und vom Mini-Nagel bis zum Megaflügel-Sandhering haben alle Arten ihre jeweilige Verwendung, abhängig vom Untergrund und der geforderten Zugbelastung. Auf felsigen und verschiedenen anderen Böden muss jedoch auch gelegentlich auf Verankerungen an Bäumen oder Felsen ausgewichen werden.

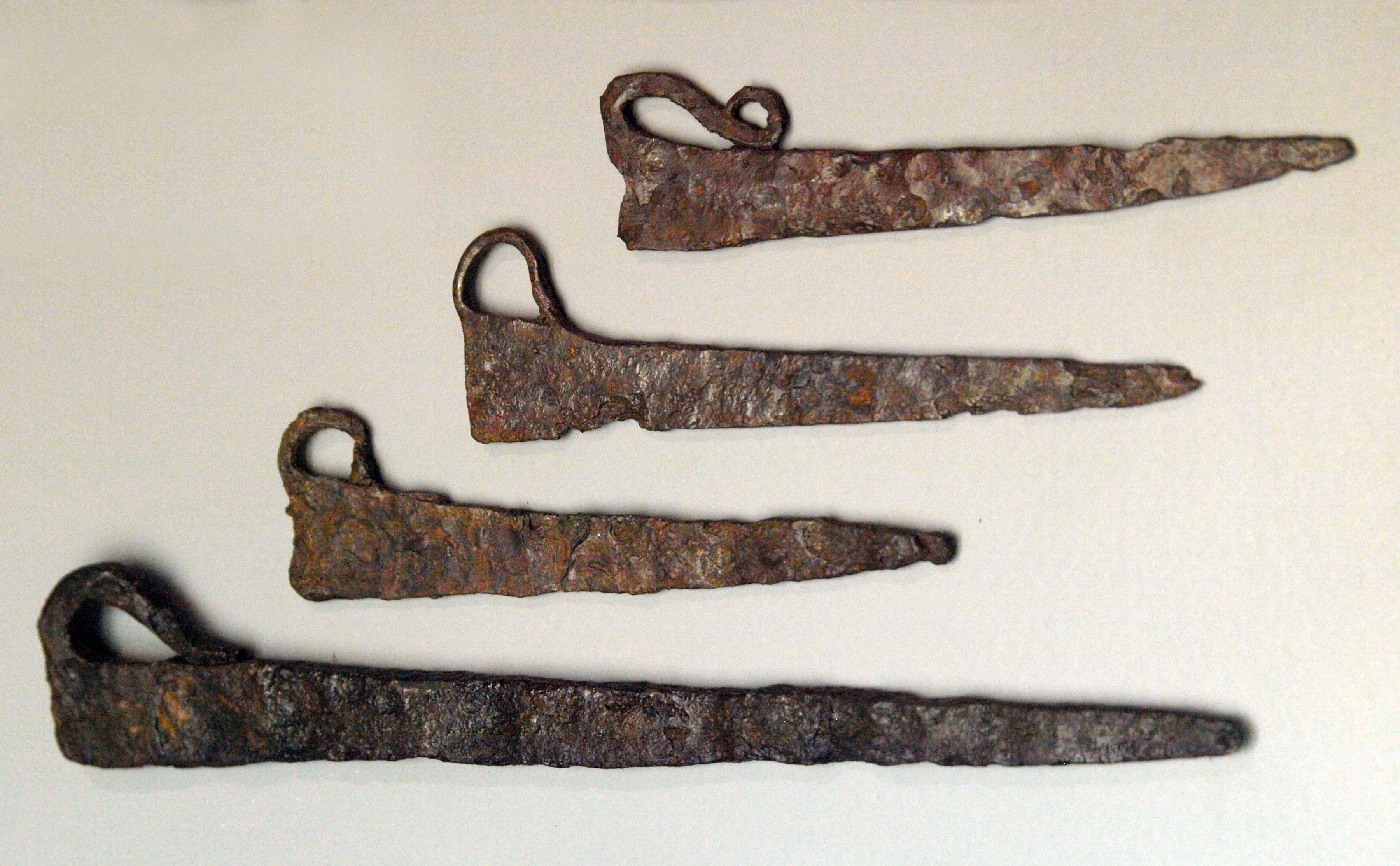
Römische Zeltheringe aus Eisen, ca. 2./3. Jahrhundert

Schon im Althochdeutschen sind die Formen Haring und Hering, im Mittelhochdeutschen hærinc und herinc belegt. In aktuellen Wörterbüchern ist Hering die klar bevorzugte Schreibweise, ohne Unterscheidung zwischen Fisch und Zeltpflock; letztere Bedeutung ist wahrscheinlich auf die Form, welche entfernt dem Fisch namens Hering ähnelt, zurückzuführen (belegt seit dem Ende des 19. Jahrhunderts). Häring/Haring war noch im ersten Duden (1880) verzeichnet, verwies aber schon dort auf Hering. Eventuell ist der Name auch vom lateinischen haerere, hängen (bleiben), abgeleitet oder von dem althochdeutschen hārinc. Heutzutage wird aber je nach regionalen Dialekt auch Häring oder Haring angewendet.